# 317

## Родени
- 7 август – Констанций II, Римски император